# کامینگتس (گمینا تژمشنو)
کامینگتس (به لهستانی:  Kamieniec) یک روستا در لهستان است که در گمینا تژمشنو واقع شده‌است.